# Ordinateur portable
Un ordinateur portable, ou simplement un portable,, est un ordinateur personnel dont le poids et les dimensions limitées permettent un transport facile. Les ordinateurs portables ont plusieurs usages, à la fois professionnels, personnels et éducatifs, et sont parfois utilisés pour la sauvegarde de médias personnels. Un ordinateur portable est muni des mêmes types de composants qu'un ordinateur de bureau classique, incluant notamment un écran, des haut-parleurs et un clavier physique. Depuis les années 2010, la plupart sont équipés en outre d'une webcam et d'un microphone intégrés. Enfin, la présence d'un accumulateur électrique, ou batterie, rechargeable à l'aide d'une prise de courant assure à ce type d'ordinateur l'autonomie nécessaire à sa portabilité.

## Histoire

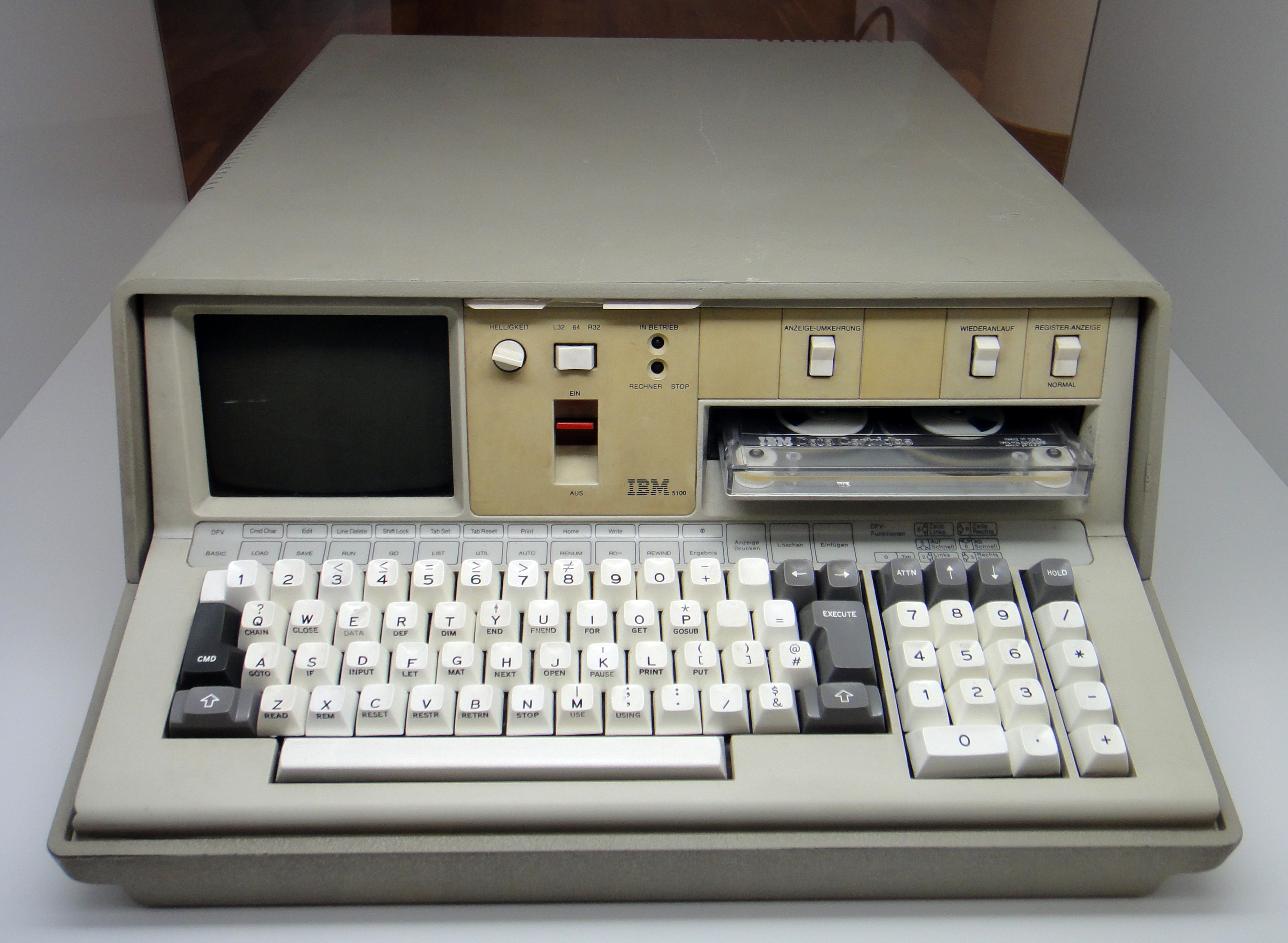
IBM 5100

La conception d'une « source d'informations portable et personnelle » est initialement imaginée par Alan Kay au Plesant PARC en 1968 et détaillée dans l'un de ses écrits en 1972, sous le nom de « Dynabook ». En 1973, un prototype du nom d'IBM Special Computer APL Machine Portable (SCAMP) est présenté au public. L'IBM 5100, le premier ordinateur portable  accessible au public, est présenté en 1975, inspiré du prototype SCAMP.

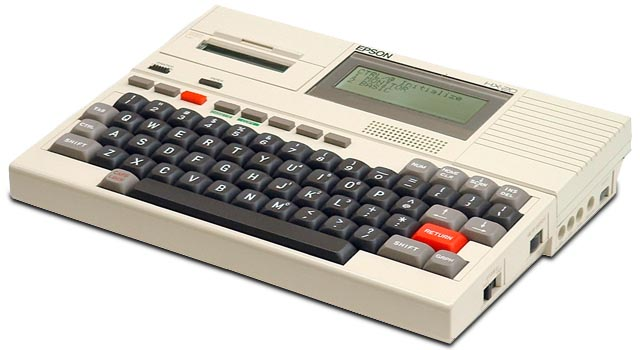
Epson HX-20

Un ordinateur portable prévu pour la communication est développé dans le laboratoire du professeur Jean-Daniel Nicoud à l'École polytechnique fédérale de Lausanne. Vendu dès 1978 par l'entreprise Bobst, le Scrib a obtenu le design award lors de l'exposition Wescon (Western Electronic Show and Convention) de 1978 à San Francisco. L'écran affichait des caractères gras, soulignés, en double largeur. Un lecteur de microcassette (stockant 8 000 caractères) et une imprimante miniature sur papier électrosensible ont été développés. Le Scrib était très compact pour l'époque avec son écran d'environ 17,8 cm sous un clavier ergonomique (touches de 25 mm de haut). Un miroir concave réfléchissait l'image de l'écran en l'élargissant un peu. Bobst Graphic développa un coupleur acoustique permettant de transmettre via un combiné téléphonique à 300 bits/s, fabriqua une valise en cuir pour transporter le Scrib de 16 kg et proposa un éditeur de texte et un système de transfert de fichiers facile à utiliser. Mille unités ont été construites, mais les journalistes et salles de rédaction ont été lents à changer leur méthode de travail.[Interprétation personnelle ?]

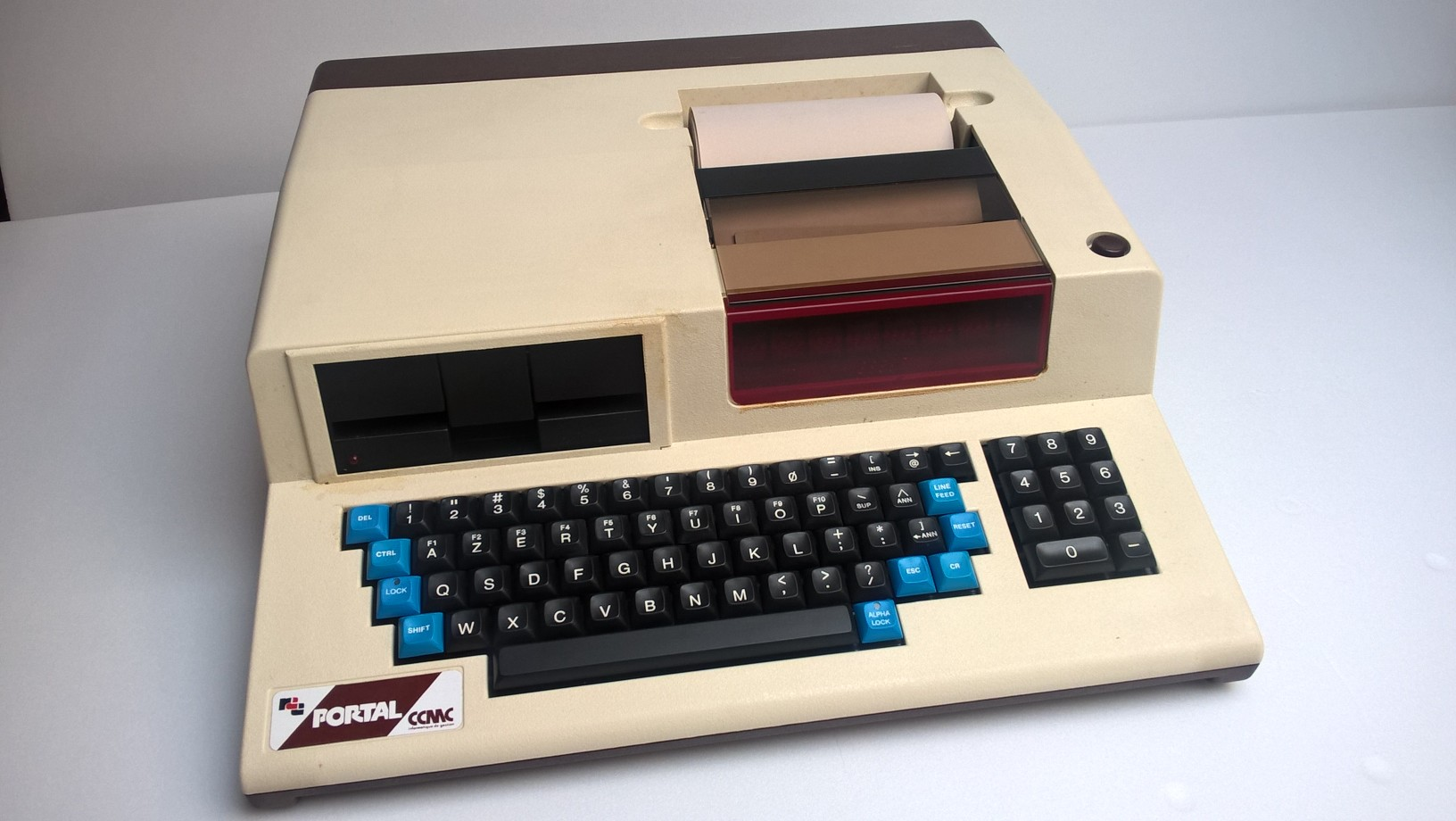
Micro ordinateur portable le PORTAL de R2E CCMC apparu en septembre 1980 au salon du SICOB à Paris.

En septembre 1980, au salon du SICOB à Paris apparaît le micro-ordinateur portable : Portal de R2E / CCMC, conçu et commercialisé par le bureau d'études R2E Micral, à la demande de la compagnie française CCMC spécialisée dans la paie et la gestion comptable. Le PORTAL était basé sur un micro processeur Intel 8085, 8 bits, cadencé à 2 MHz, et était équipé d'une unité centrale de 64 ko de mémoire vive, d'un clavier de cinquante-huit touches alpha numériques et onze touches numériques (blocs séparés), d'un écran ligne de trente-deux caractères, d'une unité disquette : capacité = 140 000 caractères, d'une imprimante thermique : vitesse = vingt-huit caractères par seconde, d'un canal asynchrone, d'un canal synchrone, d'une alimentation 220 V. Prévu pour un fonctionnement de 15 °C à 35 °C, il pesait 12 kg et ses dimensions étaient de 45 cm × 45 cm × 12 cm. Cela lui procurait une mobilité totale. Son logiciel d'exploitation était Prologue. Il s'est vendu à quelques centaines d'exemplaires.

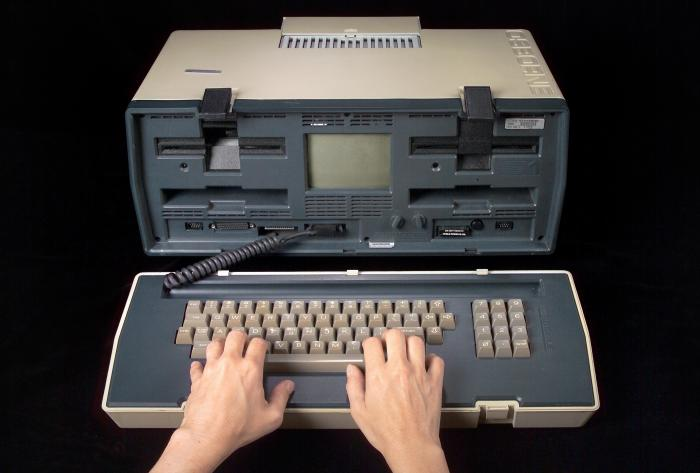
Un des premiers ordinateurs portables en 1982, l'Osborne 1 « transportable », car d'un poids raisonnable pour l'époque (11 kg).

En 1981 aux États-Unis, Adam Osborne créa son ordinateur portable sous le nom d'Osborne 1. Il pèse environ 11 kg et offre une mémoire vive de 64 ko (le maximum gérable par le processeur) sous système CP/M 8-bits. Livré sans disque dur, il est équipé de deux lecteurs de disquettes souples de format 13,3 cm (5,25 pouces) d'une capacité de moins de 80 ko formatés et d'un écran de 12,7 cm (affichant en vert sur fond noir sur cinquante-deux colonnes). Son encombrement avait été étudié pour le placer sous le siège passager dans l'avion pour lui éviter la soute à bagages. Il était fourni avec un ensemble (bundle) de programmes bureautiques standard pour une utilisation dans un cadre professionnel. Il est équipé plus tard d'une batterie de 12 V le rendant plus autonome. Son concurrent sera ensuite le Kaypro, beaucoup plus rustique dans sa forme le faisant ressembler à une machine de laboratoire industriel, mais, lui, sera équipé d'un écran de 22,8 cm, de lecteurs de plus grande capacité et souvent (innovation) d'un disque dur.
Le Gavilan SC, paru en 1983, est le premier ordinateur à être décrit sous le terme d'« ordinateur portable » par son fabricant. Par la suite, à partir de 1985 et avec l'arrivée du Papman de Toshiba, les termes d'ordinateurs « portable » et « portatif » sont remis en question. Portées par la vague des netbooks (avec écran d'environ 25,4 cm et des ordinateurs portables d'environ 38,1 cm, les ventes ont pour la première fois au 3e trimestre 2008 dépassé celles des ordinateurs de bureau.

## Principes généraux

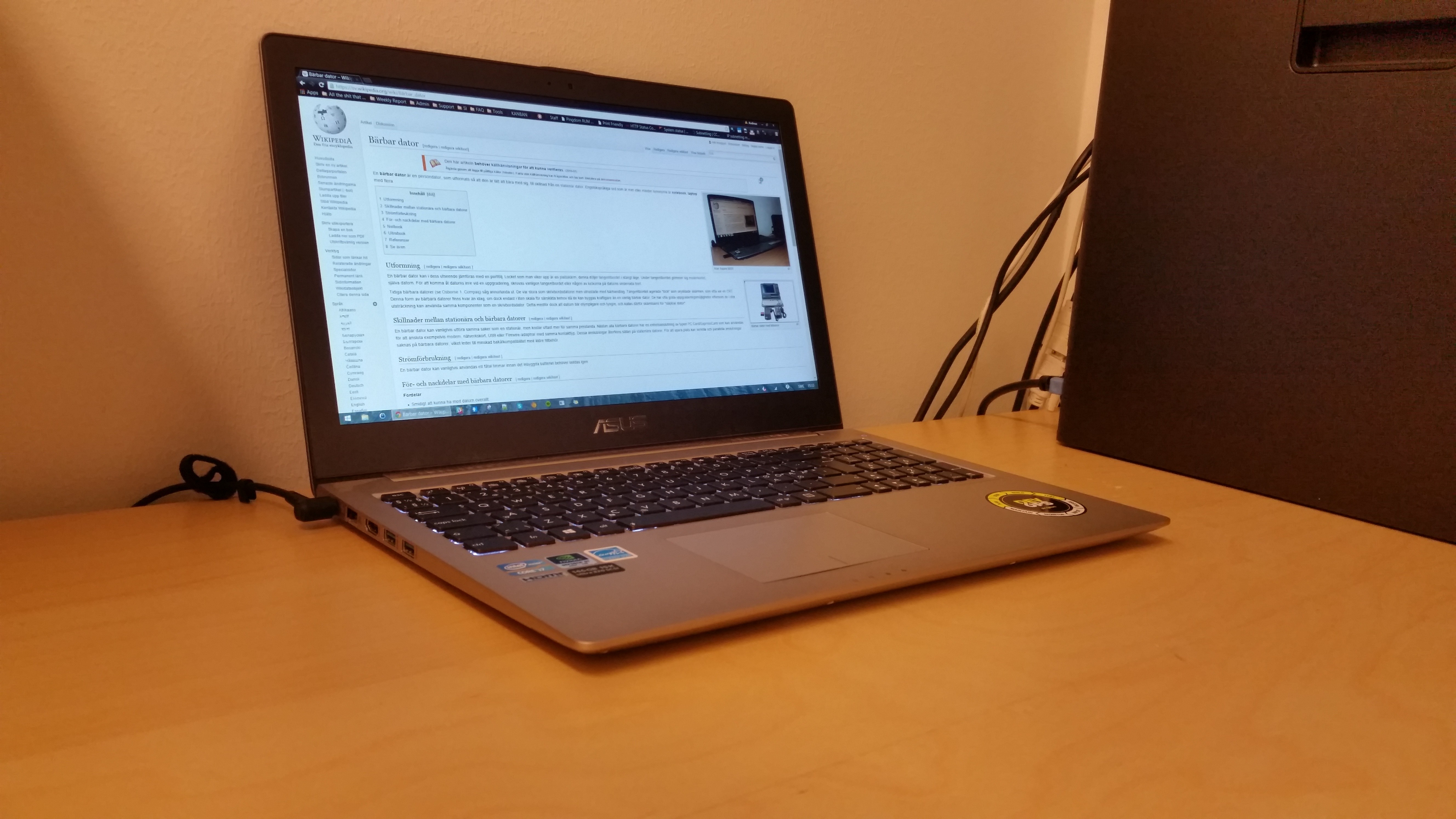
Un ordinateur portable de la marque ASUS.

À performances comparables, les ordinateurs portables coûtent plus cher que les ordinateurs de bureau du fait de la miniaturisation spécifique de certains composants, et sont pour la plupart plus lents qu'un modèle de bureau de génération et de prix similaires car il faut éviter de consommer trop d'énergie pour une meilleure autonomie et un dégagement de chaleur moindre. Pour répondre à ces deux derniers impératifs, ils sont souvent équipés d'un processeur « bridé » et soit d'un disque dur de faible encombrement, soit d'un SSD standard ou propriétaire, consommant moins et permettant de gagner encore plus en volume que leurs équivalents mécaniques. Ils sont cependant capables de répondre à la majorité des usages courants dès l'entrée de gamme. Les usages plus exigeants en termes de ressources, comme la plupart des jeux publiés par les grands éditeurs, la modélisation 3D, le montage vidéo et la conception graphique, eux, sont d'ordinaire réservés aux modèles haut de gamme, possédant en particulier une carte graphique performante. En outre, des processeurs spécialement étudiés pour gérer la consommation d'énergie sont utilisés, le principal problème d'un portable étant l'autonomie de sa batterie, à savoir quelques heures au maximum, et aussi le refroidissement pour les modèles puissants.

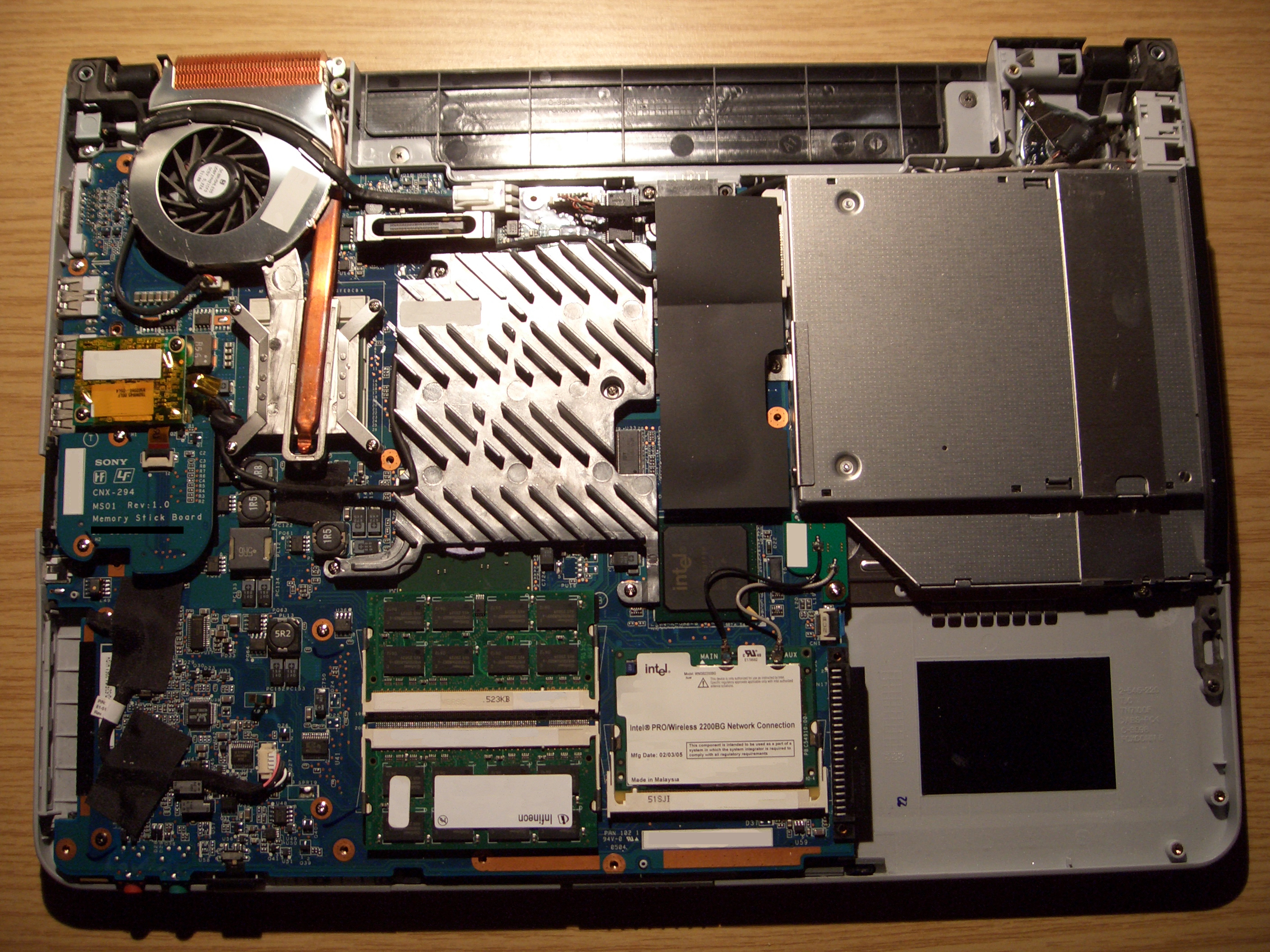
Les composants internes d'un ordinateur portable Sony Vaio de 2007. De gauche à droite et de haut en bas : le ventilateur du microprocesseur, l'emplacement vide de la batterie, les connecteurs USB et le lecteur Memory Stick, le processeur sous son dissipateur, un bloc de dissipation thermique, le lecteur/graveur de DVD, les deux barrettes de RAM, la carte Wi-Fi et l'emplacement vide du disque dur.

Un ordinateur portable se compose des éléments suivants :
- une carte mère sur laquelle prennent place processeur, mémoire morte (BIOS), mémoire vive, bus d'entrées/sorties, carte graphique — exceptionnellement amovible sur certains modèles et parfois intégrée au processeur principal — circuit audio, etc. ;
- selon la génération, un ou plusieurs lecteurs de mémoire de masse amovible : lecteur de disquette jusqu'au début des années 2000, lecteur DVD et Blu-ray pour les générations suivantes — ces lecteurs, rendus obsolètes par la capacité des mémoires flash et par la généralisation du streaming et de la vidéo à la demande, tendent à disparaître ;
- depuis les années 1980-1990, une mémoire de masse interne de type disque dur, souvent remplacé ou secondé par une mémoire flash (SSD) depuis les années 2010 ;
- un écran, à tube cathodique de faible dimension diagonale sur les premiers modèles, plat sur les générations suivantes (plasma, LCD, TFT, OLED etc.) ;
- clavier complet ou réduit, sans pavé numérique distinct pour les ordinateurs possédant un écran de taille inférieure à 38 cm ;
- connectique propriétaire ou standard pour compléter l'équipement extérieurement : port parallèle, port série et/ou port(s) PS/2 pour les ordinateurs sortis avant la généralisation de l'USB, port réseau Ethernet, prises USB, eSata, ExpressCard, prise jack, port HDMI pour ajouter un deuxième écran/moniteur, etc. ;
- pavé tactile remplaçant la souris et ses boutons, trackball sur les anciens modèles, trackpoint chez IBM ;
- depuis la fin des années 1990, une connectique réseau sans fil : Wi-Fi et parfois Bluetooth ;
- divers périphériques audiovisuels : un ou plusieurs haut-parleurs selon la génération, un microphone, une webcam qui se généralise à partir du milieu des années 2000, etc.

## Catégories
- Transportables : lourds (entre 4 et 7 kg), ils embarquent des composants plus performants, en particulier une carte graphique performante ou un processeur haut de gamme. Ceci est permis par la possibilité de placer au sein de la machine un système de refroidissement à la hauteur. Ils ne sont pas indiqués dans un usage mobile mais représentent plutôt des gros ordinateurs transportables d'un domicile à l'autre.
- Portables multimédia : taille de l'écran d'environ 38 cm, poids d'environ 2 à 3 kg. Ce sont en général des modèles polyvalents. Ils sont dotés d'une puissance suffisante pour regarder des films, écouter de la musique, faire de la retouche d'image ou du montage vidéo, etc.
- Ultraportables : poids entre 1 et 2 kg, ils conservent de bonnes performances mais sont plus chers, notamment à cause de la présence de processeurs basse consommation couteux (plateforme CULV par exemple). Ils ont rarement un lecteur DVD.
- Netbooks : ultraportables, ils sont moins rapides, à cause de processeurs beaucoup moins performants comme les Intel Atom ou AMD Neo, ce qui économise la batterie. Ils sont moins vulnérables aux chocs et vendus à un prix beaucoup plus faible. La taille de l'écran est souvent entre 25,5 et 30,5 cm. Ils n'ont pas de lecteur DVD.
- Tablettes numériques : ultraportables dotés d'un écran tactile, par exemple l'Asus R2H commercialisé en 2007[18].
- Gamers : ordinateurs portables dont les performances et la carte graphique sont particulièrement adaptées aux jeux vidéo.

## Connexion nomade à l'Internet
Les ordinateurs portables récents (comme les ultraportables) peuvent être équipés ou pré-équipés d'une puce 3G, 3G+ ou 4G LTE ou encore 5G permettant une connexion nomade haut-débit. Sinon, un ordinateur portable peut être connecté à l'Internet via une clé USB (3G ou 3G+), un modem USB, le Wi-Fi, une carte internet 3G ou via un téléphone mobile connectable à internet. Dans ce dernier cas, le téléphone faisant alors office de modem en 3G est branché à l'ordinateur (via un câble USB ou une connexion Bluetooth) ; il est généralement nécessaire de télécharger le logiciel permettant ce type de connexion.

## Inconvénients

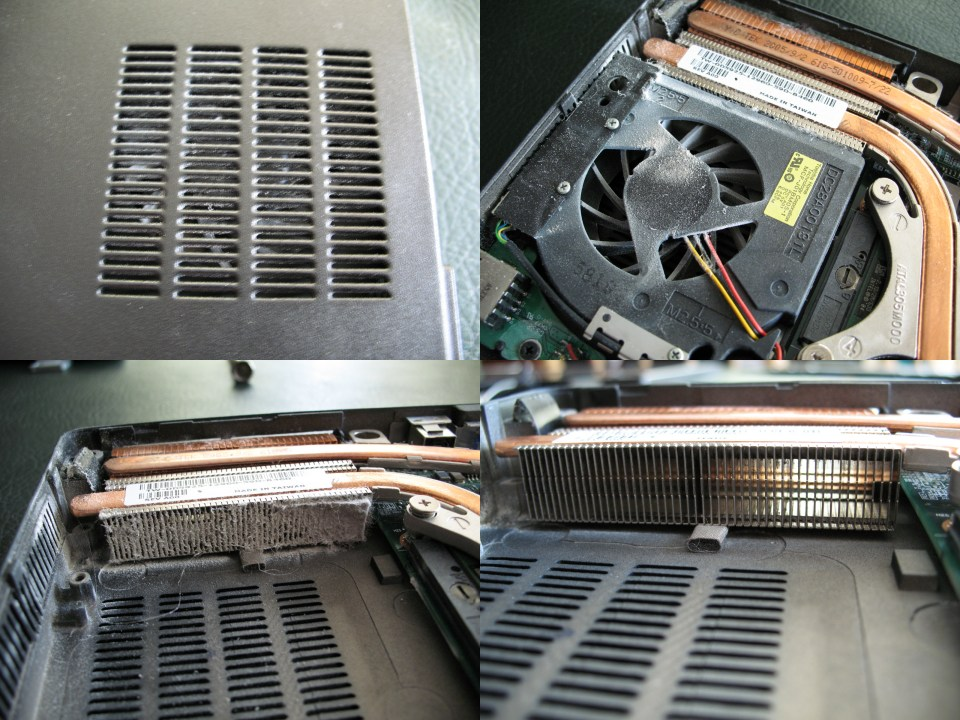
Accumulation de poussière dans les ventilateurs d'ordinateurs portables, pouvant causer une surchauffe si laissé comme tel.

Certains portables, notamment les netbooks, les tablettes et les ultraportables, ont des performances plus limitées que les ordinateurs fixes (notamment afin de moins consommer et d'avoir une plus grande autonomie).
Afin d'être le plus compact possible, presque tous les composants d'un ordinateur portable sont optimisés pour un seul ordinateur, réduisant les possibilités de mise à niveau des composants et leur performance.

### Santé
Concernant le transport d'un ordinateur portable par les poignets, l'utilisateur a des risques de développer un syndrome du canal carpien. À cause d'un clavier souvent trop loin, l'utilisateur peut également souffrir de trouble musculosquelettique. Également, l'écran intégré oblige souvent les utilisateurs à courber la tête pour une meilleure vision, ce qui peut causer des blessures au cou ou la colonne vertébrale. Un écran externe plus grand et de meilleure qualité peut être relié à la plupart des ordinateurs portables pour atténuer ce problème, fournir d'autres avantages et améliorer l'ergonomie et la productivité.
La chaleur générée par un ordinateur portable, lorsqu'il est exposé à long terme à une partie du corps, peut causer des dégâts cutanés connus sous le nom de syndrome de la peau grillée,,,.

### Sécurité
Vol d'ordinateur portable (en)

### Durabilité

#### Usure matérielle
En raison de leur portabilité, les ordinateurs portables sont soumis à davantage d'usure et de dommages physiques que les postes de travail. Les composants tels que les charnières d'écran, les verrous, vérins électriques et les cordons d'alimentation se détériorent progressivement en usage ordinaire. Un déversement de liquide sur le clavier (un incident relativement mineur avec un système de bureau) peut endommager le fonctionnement interne d'un ordinateur portable et se traduire par une réparation coûteuse. Une étude a révélé qu'un ordinateur portable est trois fois plus susceptible de se briser au cours de la première année d'utilisation qu'un ordinateur de bureau.

#### Remplacement de pièces
Ces composants d'origine externe sont coûteux, non standardisés et non interchangeables ; d'autres parties sont peu coûteuses (exemple, une prise de courant peut coûter quelques euros ou dollars) mais leur remplacement exige de longs temps de démontage et le remontage de l'ordinateur portable par un technicien. D'autres pièces bon marché mais fragiles ne peuvent souvent pas être achetées séparément des grands composants les plus coûteux (ex : le câble vidéo qui relie la carte-mère à l'écran). Les coûts de réparation d'une carte-mère en panne, ou l'écran LCD, dépassent souvent la valeur d'un ordinateur portable utilisé.

#### Refroidissement
Le refroidissement des ordinateurs portables repose sur des systèmes extrêmement compacts à base d'un radiateur équipé d'un ventilateur. Les modèles très puissants (transportables) ont parfois plusieurs radiateurs et ventilateurs. L'admission de l'air frais et l'évacuation de l'air réchauffé peuvent à la longue être entravées par le dépôt de poussières et de micro-débris divers dans les buses d'admission et d'évacuation d'air.
La plupart des ordinateurs portables n'ont pas de filtre à poussière amovible et nettoyable sur l'entrée d'air de leur système de refroidissement, ce qui a pour conséquence que le système devient plus chaud et plus bruyant au cours des années. Finalement le portable se met à chauffer, même à des niveaux de charge au ralenti.
Cependant cette surchauffe peut s'expliquer par d'autres facteurs, comme une utilisation sur surface non plane ou encore un trop plein de programmes dans l'ordinateur portable.
S'il faut souvent passer par un démontage complet pour nettoyer l'ordinateur portable, d'autres solutions existent comme le nettoyage de l'ordinateur par air comprimé.

#### Batterie
L'autonomie de la batterie des ordinateurs portables est limitée, la capacité diminue avec le temps, nécessitant un remplacement après quelques années. Jusqu'en 2015 environ, selon les marques et modèles, la batterie était souvent facilement remplaçable, et on pouvait la remplacer par un modèle de plus grande capacité. Ce qui peut nécessiter un nouveau câble d'alimentation. Depuis environ 2015, elles sont de moins en moins amovibles dans les gammes d'ordinateurs non professionnels.
Les batteries sont presque toujours des batteries Li-ion. Elles garantissent une certaine stabilité et ne peuvent pas facilement exploser. Un inconvénient de ce type de batterie est la capacité massique qui n'est pas très élevé par rapport à des lithium polymère.

## Ventes
Les ventes d'ordinateurs portables avec batterie dénombrent 2 % de la part du marché mondial en 1986. Les ordinateurs portables se popularisent grandement dans les domaines professionnels et à usage personnel. Environ 109 millions d'ordinateurs portables ont été vendus dans le monde en 2007, avec une croissance 33 % comparée à 2006. En 2008, le nombre d'ordinateurs portables vendus est estimé à 145,9 millions, suivi d'un chiffre de 177,7 millions en 2009.

## Pratique abusive des fabricants
À la façon de la compagnie Apple dont l'accès aux composants de ses ordinateurs fixes et portables a toujours été rendu difficile, c'est l'ensemble des marques d'ordinateurs portables qui, dans une relative indifférence des consommateurs, ont progressivement adopté la stratégie de supprimer les trappes d'accès aux périphériques. Depuis 2015, il s'avère que de plus en plus d'ordinateurs portables destinés au grand public sont progressivement dépouillés des trappes d'accès en face inférieure. Cette suppression progressive a d'abord visé les modèles à bas prix et notamment l'accès au disque dur. En 2016, ce mouvement, très probablement concerté, se développe ; par exemple, la marque Asus, qui bénéficie d'une image positive auprès des consommateurs, supprime toutes les trappes d'accès et la batterie amovible dans ses gammes grand-public, y compris pour les modèles haut-de-gamme. Les autres marques emboîtent le pas et, en 2017, il devient très difficile de trouver des PC portables munis de trappes d'accès et d'une batterie amovible. Des vis restent apparentes dans la plaque inférieure uniforme mais les retirer ne permet pas le retrait aisé de la plaque clipsée à l'intérieur. L'ouverture est possible mais nécessite beaucoup d'adresse, du savoir-faire, des outils appropriés et une lecture préalable des conditions de garantie...
Cette pratique n'est fondée sur aucune contrainte d'ordre technique. Pour preuve, les gammes professionnelles (souvent soumises à des appels d'offres) de toutes les marques ont conservé les trappes et la batterie amovible. L'accès pour nettoyage au système de ventilation de ce type d'ordinateurs était toujours relativement aisé alors qu'il était volontairement entravé dans les gammes grand-public.
Cette forme d'obsolescence programmée ou plutôt encouragée par déni d'accès technique aux données de l'utilisateur (disque dur), à l'amélioration des performances de l'appareil par optimisation de la mémoire ou le nettoyage du système de refroidissement et plus simplement au remplacement de la batterie n'est jamais mise en évidence et très peu de consommateurs évaluent d'emblée cette situation.